# 断发岭站
断发岭站（朝鲜语：단발령역；）曾为朝鲜半岛铁路金刚山线上的一个车站，位于江原道金刚郡，已于1944年废止。

## 历史
- 1930年5月15日：开始使用。
- 1944年10月1日：停用本站。